# Д-27
Д-27 — винтовентиляторный двигатель, разработанный Запорожским машиностроительным конструкторским бюро «Прогресс» имени академика А. Г. Ивченко.

## История
Опыты по созданию винтовентиляторных двигателей без внешнего обтекателя (капота) винтовентилятора осуществлялись и ранее — был создан ряд проектов и экспериментальных образцов таких двигателей, первым из которых был F.5 с двухступенчатым незакапотированным вентилятором британской компании Metropolitan-Vickers, предъявленный на стендовые испытания (показавшие неудовлетворительный результат) ещё в 1945 году. Первым советским винтовентиляторным двигателем стал Д-236Т, созданный ЗМКБ «Прогресс» в 1979 году. Однако на сегодняшний день единственными находящимися в эксплуатации винтовентиляторными двигателями являются Д-27, установленный на два построенных экземпляра военно-транспортного самолёта Ан-70, и Europrop International TP400-D6, устанавливаемый на военно-транспортный самолёт Airbus A400M Atlas.

## Назначение
Д-27 предназначен для установки на высокоэкономичные транспортные и пассажирские, а также на боевые самолёты с улучшенными взлётно-посадочными характеристиками: Ан-70, Ан-70-100/Ан-70Т, Ан-170/171/172/173 (модификация двигателя Д-27М (М2)), Ан-180, противолодочный и поисково-спасательный самолёт-амфибию А-42/Бе-42 «Альбатрос», корабельный (палубный) самолёт ДРЛОиУ Як-44 и другие машины. Д-27 относится к авиационным газотурбинным двигателям 5-го поколения.

## Особенности конструкции
Д-27 имеет редуктор, соединяющий четырёхступенчатую турбину с двухступенчатым (соосным) винтовентилятором СВ-27, ступени которого вращаются в противоположные стороны.
Винтовентилятор, разработанный российским НПП «Аэросила», расположен впереди двигателя, то есть тяга создаётся по принципу тянущего винта. Лопасти винтовентилятора выполнены из композитных материалов.
Компрессор — восьмиступенчатый, двухкаскадный, комбинированного (осецентробежного) типа. Состоит из пяти осевых ступеней компрессора низкого давления, двух осевых и одной центробежной ступеней компрессора высокого давления.
Камера сгорания — кольцевая с 24 топливными форсунками, расположенная под углом к оси двигателя, малоэмиссионная.
Двигатель оснащён двухканальной (второй канал - резервный) цифровой системой автоматизированного управления, осуществляющей управление по потребной суммарной тяге. На случай её полного отказа предусмотрена дополнительная резервная система управления — гидромеханическая.

## Технические характеристики
|                                                       | Взлётный режим | Номинальный режим | Максимальный крейсерский режим |
| ----------------------------------------------------- | -------------- | ----------------- | ------------------------------ |
| Эквивалентная мощность, э.л.с.                        | 14000          | 11200             | 6750                           |
| Удельный расход топлива, кг/э.л.с./ч                  | 0,170          | 0,174             | 0,130                          |
| Степень повышения давления                            | 22,9           | 20,4              | 29,7                           |
| Температура газа перед турбиной высокого давления, °К | 1653           | 1530              | 1450                           |
| Массовый расход воздуха, кг/с                         | 27,4           | 24,9              | 12,1                           |
| Частота вращения турбины винтовентилятора, об/мин     | 8934           | 7720              | 7135                           |

## Шум и эмиссия
Согласно проведённым акустическим расчётам и испытаниям установлено, что самолёт с двигателями Д-27 удовлетворяет нормам ИКАО и АП-36 по шуму на местности и в кабине. Это подтверждается получением Ан-70-100 Сертификата типа по шуму на местности 22 декабря 2005 года. Уровень эмиссии (выбросов) вредных веществ также значительно ниже допускаемых нормами ИКАО.

## Проекты модификаций
В период 1988-1995 гг. ЗМКБ «Прогресс» им. академика А. Г. Ивченко был выполнен большой объём  научно-исследовательских и опытно-конструкторских работ по формированию облика перспективных авиационных газотурбинных двигателей различного назначения на базе газогенератора двигателя Д-27.
Были предложены следующие проекты:
- — форсированный до 16000 э. л. с. вариант Д-27 — Д-27М (впоследствии получил обозначение Д-27М2) для семейства самолётов Ан-170;
- — вертолётный турбовальный двигатель Д-127 мощностью на валу на чрезвычайном режиме 14350 л. с.;
- — винтовентиляторный двигатель Д-227 с толкающим высоконагруженным винтовентилятором (в вариантах с редукторным и безредукторным приводом винтовентилятора);
- — двухконтурный турбореактивный двигатель Д-527 со сверхвысокой (m > 20) степенью двухконтурности и с приводом заднерасположенного соосного вентилятора от биротативной турбины;
- — винтовентиляторный двигатель Д-627 с закапотированным соосным винтовентилятором, приводимым от планетарного редуктора;
- — двухконтурный турбореактивный двигатель со сверхвысокой степенью двухконтурности Д-727 (впоследствии получил обозначение АИ-727) с редукторным приводом малошумного широкохордного вентилятора  тягой 10000 кгс;
- — наконец, в 1995 году для проектировавшегося ближнесреднемагистрального пассажирского самолёта Як-46 был разработан эскизный проект силовой установки, включающей двухконтурные турбореактивные двигатель Д-727М (впоследствии получил обозначение АИ-727М) с высокой степенью двухконтурности (m = 13) и взлётной тягой 11500 кгс.